# Джозеф Лейд Позі
Джозеф Лейд Позі (англ. Joseph (Joe) Lade Pawsey; 14 травня 1908 — 30 листопада 1962) — австралійський інженер, радіофізик і радіоастроном.

## Біографія
Народився в Арараті (штат Вікторія), в 1931 закінчив Мельбурнський університет, в 1931—1934 продовжував освіту в Кембриджському університеті (Англія). У 1934—1939 працював в Англії в дослідницькій лабораторії електротехнічної компанії «EMI», з 1940 — у Радіофізичній лабораторії Організації науково-промислових досліджень в Сіднеї. Член Австралійської АН (1954) і Лондонського королівського товариства (1960).
Основні праці в області радіоастрономії. Був одним з перших радіофізиків, які зайнялися радіоастрономічними дослідженнями після закінчення другої світової війни. До 1945 вивчав поширення радіохвиль в земній атмосфері, брав участь у розробці телевізійної та радарної техніки. У 1945 організував і надалі очолював радіоастрономічні дослідження в Австралії. Вивчав в основному радіовипромінювання Сонця. У 1945 встановив зв'язок між потоком радіовипромінювання і активністю плямоутворення; в 1946 вказав, що випромінювання не може виникати в результаті теплових процесів в плямах, і припустив, що воно викликане сильними електричними збуреннями в атмосфері Сонця. У 1946 підтвердив існування передбаченого В. Л. Гінзбургом і Д. Ф. Мартіном випромінювання сонячної корони в метровому діапазоні довжин хвиль, відповідного електронної температурі близько 106К. На початку 1950-х років провів (спільно з Л. Л. Мак-Кріді і Ф. Ф. Гарднером) ряд досліджень земної іоносфери — ототожнив і виміряв теплове радіовипромінювання іоносфери, відповідне температурі 300 K, висоту випромінюючої області та електронну концентрацію в ній.
Багато займався питаннями радіоастрономічного приладобудування, брав активну участь у створенні 64-метрового радіотелескопу для Радіофізичної лабораторії Організації науково-промислових досліджень в Сіднеї.
Нагороджений медаллю Лайла Австралійської національної дослідницької ради (1953), медаллю Г'юза Лондонського королівського товариства (1960).
На його честь названо кратер на Місяці.

## Публікації
- R.N. Bracewell and J.L. Pawsey, Radio Astronomy, 1955, Clarendon Press.
  - російський переклад: Дж. Л. Пози, Р. Н. Брейсуэлл Радиоастрономия — Москва: Издательство иностранной литературы, 1958
- J L Pawsey et al., «Cosmic radio waves and their interpretation», 1961, Rep. Prog. Phys. 24.